# GeoSUR
O GeoSUR é um programa realizado pelas instituições que produzem informação geoespacial na América Latina e no Caribe com a finalidade de implementar uma rede geoespacial regional e apoiar o estabelecimento das bases de uma infraestrutura de dados espaciais na região. A Rede apoia o desenvolvimento de serviços geográficos de livre acesso e permite obter, localizar, consultar e analisar informações espaciais através de mapas, imagens de satélite e dados geográficos, elaborados pelas instituições participantes, que possuem diversos usos em projetos de desenvolvimento. 
A Rede é liderada pelo CAF - Banco de Desenvolvimento da América Latina – e pelo Instituto Panamericano de Geografia e História (IPGH), e conta com a participação de mais de 90 instituições da região, entre as quais se destacam ministérios de planejamento e obras públicas, ministérios do meio ambiente e institutos geográficos da região.
A participação na Rede está aberta para qualquer produtor de dados espaciais que tenha disposição de colocar sua informação geoespacial a serviço do público e pelo bem do desenvolvimento da região. Destaca-se a participação de instituições que geram informações úteis para tomar decisões e para atividades de desenvolvimento.
A Rede, através de seu órgão coordenador, o Programa GeoSUR, ganhou cinco prêmios internacionais:
- Especial Achievement in GIS 2010, ESRI International User Conference 2010.

- Latin American Geospatial Excellence Award, Latin American Geospatial Forum 2011.
- Prêmio NASIG 2012, ESRI Venezuela.
- Presidential Award for GeoSUR, Portal of the Americas, ESRI International User Conference 2012.
- Prêmio MundoGEO#Connect 2013, Melhor portal de dados geográficos da América Latina. 

## História
Nas Américas, a construção dos componentes essenciais de uma infraestrutura de dados espaciais regional já supera 15 anos de esforços de diversos setores. A seguir, destacam-se os pontos essenciais que marcaram o caminho:
- O estabelecimento do SIRGAS na “Conferência Internacional para a Definição de um Sistema de Referência Geocêntrico para a América do Sul”, em Assunção (Paraguai, 1993).

- A criação, em 1995, da Rede Interamericana de Dados Geoespaciais (IGDN por sua sigla em inglês).
- As resoluções adotadas pelas quatro Conferências Cartográficas Regionais das Nações Unidas para a América, reunidas quadrienalmente desde 1997.
- A ata de fevereiro de 2000 em Bogotá (Colômbia), através da qual 21 nações americanas criaram o CP-IDEA.
- As resoluções da Reunião de Consulta da Comissão de Cartografia, de 2001 e 2005, e a 18ª Assembleia Geral do IPGH (Venezuela, 2005).
- A declaração “Desenvolvimento das Infraestruturas de Dados Espaciais na América”, do Conselho Diretivo do IPGH, emitida em Bogotá, em 2007, e a “Agenda Panamericana do IPGH 2010-2020”.
- O Programa Interamericano de Ciência e Tecnologia da Organização dos Estados Americanos - OEA (Peru, 2003), que incorporou a “Iniciativa de Cooperação Hemisférica no Campo da Informação Geográfica para o Desenvolvimento Integral das Américas”, e a Resolução 2328 da 37ª Assembleia Geral da OEA (Panamá, 2007).

- A publicação da família de normas da Organização Internacional de Normalização (ISO) em espanhol, em 2011.
- As conferências mundiais da Associação para a Infraestrutura Global de Dados Espaciais (GSDI), realizadas na região (Colômbia, 2001; Chile, 2006, Trinidad e Tobago, 2008; e Canadá, 2012).

Em 2007 foi estabelecido, como parte da reunião anual do IPGH em Brasília, Brasil, a Rede de Informação Geográfica da América Latina e do Caribe - promovida pelo Programa GeoSUR - e destinada para a criação de geoserviços nacionais e regionais abertos ao público. Durante os primeiros anos de operação da Rede, diversos geoserviços regionais foram desenvolvidos e se consolidou a participação de um grande número de instituições nacionais.
Em 2012, como parte da 44ª Reunião do Conselho Diretivo do IPGH, realizada em Buenos Aires, Argentina, assinou-se um documento que tem como propósito fortalecer, harmonizar e acelerar, de maneira coordenada e eficaz, o desenvolvimento das Infraestruturas de Dados Espaciais nas Américas. O documento foi assinado pelos representantes do CAF (Programa GeoSUR), do IPGH, do Sistema de Referência Geocêntrico para as Américas (SIRGAS) e do GGIM Américas.
Até o final de 2013 participam no programa mais de 90 instituições de 24 países da América Latina e do Caribe. Estas instituições fornecem informação geográfica útil para os planejadores da região, utilizando modernas tecnologias para a gestão da geoinformação, Infraestruturas de Dados Espaciais (IDE) e vários componentes geoespaciais.
.

## Arquitetura GeoSUR
A arquitetura da Rede é regida por diretrizes básicas de elaboração de geoserviços definidos para as Infraestruturas de Dados Espaciais (IDE), é descentralizada e tem sua base no uso de padrões e protocolos OGC e ISO, que permitem a interoperabilidade entre os diferentes nós e componentes que compõem a Rede.
Os geoserviços regionais da Rede são operados e mantidos pelo CAF e pelo IPGH, com o apoio do U.S. Geological Survey (USGS). A grande maioria dos geoserviços com informação nacional, subnacional e urbana é mantida e operada diretamente pelas instituições participantes.
- A Plataforma GeoSUR contém 5 componentes:
- O Portal Regional da América Latina e do Caribe
- O Serviço de Mapas Regional
- O Serviço de Processamento Topográfico Regional
- A rede de geoserviços operada pelas instituições participantes
- O Portal Regional em ArcGIS Online.

## Componentes

### 1. O Portal Regional da América Latina e do Caribe
O GeoSUR desenvolveu, com o apoio do Earth Resources Observation and Science Center (EROS) do USGS, o primeiro portal regional para a América Latina e o Caribe, que foi inaugurado em março de 2007. O portal oferece acesso gratuito a um importante acervo geoespacial de informação da região, conta com descrições detalhadas de milhares de dados espaciais e com uma grande variedade de mapas e serviços geográficos dos países da região, que são operados e mantidos pelas instituições participantes.
O Portal possui uma completa base de dados de metadados que descreve os dados espaciais que foram desenvolvidos pelas instituições participantes. Esta base de dados está conectada a catálogos similares operados por estas instituições e é regularmente atualizada através de um mecanismo automático de coleta de metadados. O Portal tem mais de 13.000 metadados em sua base de dados e oferece acesso, através de um mecanismo de busca, a mais de 400.000 metadados contidos em outros catálogos. O Portal GeoSUR conta também com um visualizador regional de mapas e um serviço de processamento topográfico que são descritos mais adiante.
O Portal foi desenvolvido com o software Geoportal Server, da empresa ESRI, e utiliza o software Joomla como gerenciador de conteúdos.

### 2. O Serviço Regional de Mapas
Este serviço de visualização de dados espaciais foi projetado pelo CAF e foi desenvolvido e é mantido pelo EROS. O Serviço contém informação de mapas supranacionais gerados por outras instituições e oferece acesso a mais de 10.000 mapas nacionais e locais contidos em visualizadores operados pelas instituições participantes. A maioria da informação supranacional é pública e está disponível para ser descarregada gratuitamente, junto com seus metadados correspondentes. O serviço opera sob o ArcGIS Server 10.1 e funciona desde 2008.
Como parte de um projeto realizado entre o CAF e o Observatório Dartmouth Flood Observatory da Universidade do Colorado, mapas de inundações em tempo quase real para a região e mapas de inundações históricas estão sendo incorporados ao visualizador, e está sendo implementado um sistema para estimar o fluxo de rios em mais de 2.000 localidades da região, utilizando imagens de satélite.
Instituições como Banco Mundial, Banco Interamericano de Desenvolvimento, Comunidade Andina, World Resources Institute, Nature Serve, Conservation International, NASA, USGS, Woods Hole, Universidade do Colorado, Universidade de Búfalo, Universidade de Maryland, Guyra Paraguay, United States Agency for International Development (USAID), Departamento do Interior dos Estados Unidos, US Forest Service, Instituto Geográfico Militar do Chile, Instituto Lincoln e os institutos geográficos da América contribuíram com dados espaciais regionais que estão disponíveis no Serviço Regional de Mapas.
O visualizador conta atualmente com mais de 600 mapas regionais, dentre os quais se destacam os seguintes:
- Dados de biodiversidade da zona andina do norte, do Nature Serve.
- Mapas de corais das ilhas do Caribe, do World Resources Institute.
- Mapas de ecossistemas da América Central, do Banco Mundial; e de ecossistemas andinos, da Comunidade Andina.
- Dados de biomassa e de altura do dossel do bosque, da NASA.
- Dados de cobertura terrestre, da Agência Espacial Europeia
- Dados climáticos, do Worldclima; e mapas geológicos da América do Sul, da iniciativa OneGeology.
- Mapas de recursos minerais e mapas de zonas inundáveis, do USGS; e mapas de uso do solo das ilhas do Caribe.
- O visualizador também permite observar mais de 10.000 mapas digitais contidos em mais de 350 geoserviços operados pelas instituições participantes, integrar dados GeoRSS, avaliar o impacto de projetos de infraestrutura on-line e derivar dados de modelos de elevação digital da região, entre outros.

### 3. O Serviço Regional de Processamento Topográfico
O GeoSUR desenvolveu um Serviço de Processamento Topográfico (SPT), de livre acesso e disponível na Internet, que permite gerar dados derivados a partir de Modelos Digitais de Elevação (MDE) da América Latina e do Caribe. Os usuários podem executar os modelos computacionais disponíveis neste serviço usando um conjunto variado de MDEs com resoluções de 1 km e 500, 250, 90 e 30 metros. Os modelos disponíveis no SPT incluem: perfil de elevação, classificação de declividades, delimitação de bacias hidrográficas, relevo sombreado, classificação de elevações, aspecto, análise de visibilidade e chuvas, entre outros. Os usuários podem selecionar e descarregar os MDEs de qualquer área da América Latina e do Caribe (com exceção do MDE de 30 metros) a partir do SPT.
O EROS preencheu os vazios de informação do MED gerado pelo Shuttle Radar Topography Mission (SRTM, resolução: 30 metros) com dados ASTER GDEM e GTOPO30 para toda a região da América Latina e do Caribe, e criou mapas derivados e consistentes que incluem relevo sombreado, declividade e aspecto para toda a região e que podem ser vistos e descarregados através do visualizador do Serviço Regional de Mapas.
O acesso ao modelo SRTM de 30 metros da América Latina e do Caribe permitiu que o CAF, com o apoio do USGS, do Programa de Energia do CAF e de alguns ministérios de energia da região, realizasse avaliações do potencial hidroelétrico no Estado São Paulo (Brasil), no Peru e na Bolívia.

### 4. A rede de geoserviços operada pelas instituições participantes
Os geoserviços descritos acima contêm informação regional. A informação geoespacial nacional e local está disponível através de uma rede descentralizada de serviços de mapas operada pelas instituições participantes, sendo responsabilidade de cada instituição o desenvolvimento de serviços de mapas e catálogos de metadados de acordo com as normas do Open Geospatial Consortium (OGC). Os participantes atuam como editores dos dados e têm contas no Portal GeoSUR que lhes permitem registrar e administrar seus geoserviços.
As instituições participantes têm a liberdade de escolher as plataformas de hardware e software para compartilhar dados com a Rede, com a condição de que utilizem padrões reconhecidos a nível regional.
Atualmente, o Portal GeoSUR oferece acesso a mais de 100 visualizadores, mais de 350 serviços WMS e mais de 40 serviços WFS, e proporciona, no total, acesso a mais de 10.000 mapas digitais disponíveis nos geoserviços operados pelas instituições participantes. O GeoSUR oferece treinamento, assistência técnica e apoio às instituições que estão planejando ou em processo de desenvolver seus geoserviços, e também fornece suporte para subir alguns deles para a Nuvem.
Cerca de 95% dos geoserviços conectados ao Portal utilizam padrões do OGC.

### 5. O Portal Regional em ArcGIS Online
Durante 2013 foi decidido complementar as informações e os serviços oferecidos no Portal GeoSUR através do lançamento de um Portal Regional operado na plataforma ArcGIS Online, da ESRI. Por meio deste portal se oferece acesso a parte da informação contida no Portal www.geosur.info em uma plataforma de uso mais fácil e dirigida a usuários que não possuem conhecimento de SIG. 

## Instituições Participantes
| PAÍSES                 | INSTITUIÇÕES PARTICIPANTES |
| ---------------------- | --- |
| ARGENTINA              | - Instituto Geográfico Nacional - Ministério da Agricultura |
| BELIZE                 | - Centro de Informação Territorial |
| BOLÍVIA                | - GeoBolivia - Instituto Geográfico Militar - Instituto Nacional de Estatísticas - Governo de Santa Cruz - Ministério de Petróleo e Energia |
| BRASIL                 | - Instituto Brasileiro de Geografia e Estatística (IBGE) - Ministério do Meio Ambiente - MundoGEO - Instituto Nacional de Pesquisas Espaciais (INPE) - Secretaria de Energia (São Paulo) - Rede Amazônica de Informação Socioambiental Georreferenciada (RAISG) - Instituto Socioambiental (ISA) |
| CHILE                  | - Instituto Geográfico Militar - Ministério do Meio Ambiente - Ministério de Obras Públicas - Centro de Informação de Recursos Naturais (CIREN) - Governo da Região de Los Ríos - Sistema Nacional de Informação Territorial (SNIT) |
| COLÔMBIA               | - Instituto Geográfico Agustín Codazzi (IGAC) - Ministério de Ambiente e Desenvolvimento Sustentável - Instituto de Hidrologia, Meteorologia e Estudos Ambientais (IDEAM) - Centro Internacional de Agricultura Tropical (CIAT) - Alcaldia de Santiago de Cali - Alcaldia de Bogotá - Ministério de Pesquisa e Recursos Biológicos Alexander Von Humboldt - Universidade Tecnológica de Pereira - Ministério de Transporte - INVIAS - Unidade Administrativa Especial de Cadastro Distrital, Coordenadora da Infraestrutura de Dados Espaciais de Bogotá, Colômbia – IDECA |
| COSTA RICA             | - Instituto Geográfico Nacional - Ministério do Ambiente, Energia e Telecomunicações (MINAET) - Instituto Nacional de Estatísticas e Censos - Programa de Regularização de Cadastro |
| EQUADOR                | - Instituto Geográfico Militar - Centro de Levantamentos Integrados de Recursos Naturais por Sensores Remotos (CLIRSEN) - Ministério do Ambiente - Universidade de Azuay - Conselho Nacional de Eletricidade |
| EL SALVADOR            | - Instituto Geográfico Nacional - Ministério de Desenvolvimento Urbano |
| GUATEMALA              | - Instituto Geográfico Militar - Ministério do Ambiente e Recursos Naturais - Secretaria de Planejamento e Programação da Presidência (SEGEPLAN) - Vice-ministério de Habitação e Desenvolvimento Urbano |
| HONDURAS               | - Direção Geral de Cadastro e Geografia |
| JAMAICA                | - Conselho de Informação Territorial - Water Resources Authority |
| MÉXICO                 | - Instituto Nacional de Estatística e Geografia |
| NICARÁGUA              | - Instituto Nacional de Estudos Territoriais (INETER) - Ministério Agropecuário e Florestal (MAGFOR) |
| PANAMÁ                 | - Instituto Geográfico Tommy Guardia - Autoridade Nacional do Ambiente (ANAM) - Instituto Nacional de Estatísticas |
| PARAGUAI               | - Serviço Geográfico Militar - Secretaria do Ambiente - Ministério de Obras Públicas e Comunicações - Guyra Paraguay |
| PERU                   | - Instituto Geográfico Nacional - Ministério do Meio Ambiente (MINAM) - Instituto Geológico, Mineiro e Metalúrgico (INGEMMET) - Ministério de Energia e Minas |
| REPÚBLICA DOMINICANA   | - Ministério do Meio Ambiente e Recursos Naturais |
| TRINIDAD E TOBAGO      | - Surveys and Mapping Division - Institute of Marine Affairs - Lands and Survay Division] |
| URUGUAI                | - Serviço Geográfico Militar - Ministério da Habitação, Ordenamento Territorial e Meio Ambiente - Intendência de Montevidéu - Agência para o Goerno Eletrônico e Sociedade da Informação - Direção Nacional do Meio Ambiente - Sistema Nacional de Emergências |
| VENEZUELA              | - Instituto Geográfico da Venezuela Simón Bolívar - Instituto Venezuelano de Investigações Científicas (IVIC) - Empresa SIGIS - Governo de Miranda - Centro de Processamento Digital de Dados (CPDI) - Cartogeo |
| Instituições Regionais | - Banco Interamericano de Desenvolvimento (BID) - Global Geospatial Information Management (GGIM Américas) - Comunidade Andina de Nações (CAN) - EU Joint Research Center (INSPIRE) - Programa das Nações Unidas para o Meio Ambiente - Universidade de Colorado - Universidade de Buffalo - NASA - Universidade de Twente - USAID - Nature Serve - The Nature Conservancy - University of the West Indies |

## Prêmio GeoSUR
O Prêmio GeoSUR é concedido anualmente e reconhece a aplicação dos dados espaciais e do desenvolvimento de serviços de informação geoespacial que, por suas características de inovação e relevância, contribuem para o cumprimento dos objetivos gerais do Programa GeoSUR e promovem o uso da informação geográfica para a tomada de decisões na América Latina e no Caribe.
Podem participar instituições ou indivíduos de qualquer país da região. As regras do prêmio são anunciadas no início de cada ano nos portais do IPGH e do Programa GeoSUR.
O Prêmio GeoSUR 2012, na categoria de inovação, foi concedido ao Projeto de Integração de Dados Geoespaciais para a Mesoamérica, apresentado pelo Instituto Geográfico e de Cadastro Nacional de El Salvador, enquanto que o prêmio de relevância foi dado ao Geoservidor do Ministério do Meio Ambiente do Peru (MINAM).
Em 2013, o Prêmio GeoSUR foi outorgado ao projeto “Terra-i, um sistema de monitoramento da mudança na vegetação natural na América Latina em tempo real”, apresentado pelo Centro Internacional de Agricultura Tropical (CIAT). Já os projetos “Plataforma computacional para desenvolvimento de sistemas de monitoramento, análise e alerta a extremos ambientais”, apresentado pelo Instituto Nacional de Pesquisas Espaciais (INPE) do Brasil, e “Memória do sistema de registro de itens geográficos”, produzido pela Infraestrutura de Dados Espaciais para o Distrito Capital (IDECA), da Colômbia, receberam menções honrosas. instituições participantes